# Gaffie du Toit
Pour les articles homonymes, voir Du Toit.

a Compétitions nationales et continentales officielles uniquement.

b Matchs officiels uniquement.
Gabriel Stephanus du Toit, né le 24 mars 1976 au Cap, est un joueur sud-africain de rugby à XV qui a joué avec l'équipe d'Afrique du Sud. Il évoluait comme demi d'ouverture, ailier ou arrière (1,81 m et 88 kg).
Il a évolué sous les couleurs de quatre provinces en Currie Cup et de trois franchises  dans le Super 14 (Sharks, Stormers et Cheetahs en 2006). Il est également passé par les rangs de l'université de Stellenbosch.
Après trois saisons moyennes au Stade toulousain, il repart pour l'Afrique du Sud et signe pour deux saisons avec les SWD Eagles (Currie Cup). Il n'en disputera qu'une seule et annonce sa retraite sportive en avril 2010.
Il n'a jamais réussi à s'imposer non plus chez les Springboks avec 14 sélections réparties sur huit années.

## Carrière

### En équipe nationale
Il a effectué son premier test match avec les Springboks le 13 juin 1998 à l’occasion d’un match contre l'équipe d'Irlande.

## Palmarès

### En club et province
- Currie Cup :
  - Vainqueur ex aequo avec les Blue Bulls : 2006
  - Finaliste : 2000, 2001
- Super 12/Super 14
  - Finaliste : 2001
  - défaite en demi-finale face aux Crusaders
- Championnat de France :
  - Vainqueur : 2008
- Coupe d'Europe :
  - Finaliste : 2008

- 68 matchs de super 12/14
- 331 points marqués en Super 12/14

### En équipe nationale
(au 10/06/2006)
- 12 sélections
- 5 essais, 25 transformations, 11 pénalités
- 108 points
- Sélections par saison : 1 en 1998, 5 en 1999, 5 en 2004, 1 en 2006.